# Fußball-Asienmeisterschaft der Frauen 2022
Die 20. Fußball-Asienmeisterschaft der Frauen (offiziell: 2022 AFC Women’s Asian Cup) fand vom 20. Januar bis zum 6. Februar 2022 in Indien statt. Erstmals nahmen 12 statt wie seit 2008 8 Mannschaften an der Endrunde teil. Es wurde zunächst in einer Gruppenphase in drei Gruppen zu je vier Mannschaften und danach im K.-o.-System gespielt werden.
Das Turnier diente als asiatische Qualifikation für die Weltmeisterschaft 2023 in Australien und Neuseeland. Neben Co-Gastgeber Australien qualifizierten sich die vier Halbfinalisten China, Japan, die Philippinen und Südkorea sowie der Play-off-Sieger Vietnam direkt dafür. Mit Chinese Taipei und Thailand qualifizierten sich zwei weitere Mannschaften für ein internationales WM-Play-off-Turnier.
Sieger wurde zum insgesamt neunten Mal China mit einem 3:2-Sieg gegen Südkorea. Titelverteidiger Japan war im Halbfinale gegen den späteren Sieger ausgeschieden. Torschützenkönigin wurde die Australierin Sam Kerr mit sieben Toren, während die Chinesin Wang Shanshan zur besten Spielerin des Wettbewerbs ernannt wurde.

## Vergabe
Bis Juni 2019 bekundeten insgesamt drei nationale Fußballverbände Interesse an der Austragung der Endrunde der Asienmeisterschaft der Frauen. Das waren Chinese Taipei, Indien und Usbekistan. In Indien fand 1980 und in der Republik China auf Taiwan 1977 sowie 2001 bereits die Endrunde der Asienmeisterschaft der Frauen statt. Für Usbekistan wäre es die erste Austragung.
Im Februar 2020 empfahl das AFC Women’s Football Committee Indien als Gastgeber. Die Bekanntgabe des Gastgebers fand schließlich im Juni 2020 statt.

## Spielorte
Im März 2021 wurden von der AFC die drei Stadien in den drei Städten Ahmedabad, Bhubaneswar und Navi Mumbai als Spielorte genannt. Aufgrund der Corona-Pandemie änderte die AFC im Juli 2021 zwei der drei Spielorte, sodass diese insgesamt näher zusammenlagen. Ahmedabad und Bhubaneswar wurden durch Mumbai und Pune ersetzt. Das DY Patil Stadium in Navi Mumbai war bereits eine der sechs benutzten Spielstätten der U-17-Weltmeisterschaft 2017. Alle drei ursprünglichen Stadien waren auch als Austragungsorte der U-17-Weltmeisterschaft der Frauen 2021 vorgesehen, bevor diese ebenfalls wegen der Corona-Pandemie abgesagt wurde.
Das größte Stadion war das DY Patil Stadium in Navi Mumbai mit einer Kapazität von 37.900 Zuschauern, das kleinste Stadion hingegen, das Balewadi Stadium in Pune, bot nur Platz für 11.900 Zuschauer. Aufgrund der Corona-Pandemie fanden alle Begegnungen allerdings als Geisterspiele statt.
| Mumbai                                  | Navi Mumbai                        | Pune                               |
| --------------------------------------- | ---------------------------------- | ---------------------------------- |
| Mumbai Football Arena Kapazität: 18.000 | DY Patil Stadium Kapazität: 37.900 | Balewadi Stadium Kapazität: 11.900 |
| Mumbai Football Arena                   | DY Patil Stadium                   | Balewadi Stadium                   |

## Modus

### Turnierform
Erstmals seit der Asienmeisterschaft 2003, bei der das Teilnehmerfeld durch die erstmalige Ausspielung einer Qualifikation von vorher 14 auf 9 verringert worden ist, gab es einen neuen Modus. Gespielt wurde in drei Vierergruppen, wobei die Gruppenersten und -zweiten sowie die zwei besten Gruppendritten sich für das Viertelfinale qualifizierten. Die zwei besten Gruppendritten spielten im Viertelfinale gegen die Gruppenersten der Gruppen A und C. Der Gruppenerste der Gruppe B spielte gegen den Gruppenzweiten der Gruppe C und die Gruppenzweiten der Gruppen A und B spielten gegeneinander.
Ab dem Viertelfinale wurde im K.-o.-System weitergespielt, bei dem eine Verlängerung und ein Elfmeterschießen möglich waren. Ein Spiel um den dritten Platz, das seit der ersten Austragung 1975 stattfand, wurde erstmals nicht mehr ausgespielt. Durch die Aufstockung der WM-Plätze für die AFC von vorher fünf auf nun sechs plus zweier Plätze im WM-Play-off-Turnier, wurden zwischen den unterlegenen Viertelfinalisten ein oder zwei extra Spiele ausgetragen. Das Format hing von den Ergebnissen Australiens, das als Co-Gastgeber automatisch für die WM gesetzt ist, ab. Da Australien im Viertelfinale ausschied, spielten die restlichen drei unterlegenen Viertelfinalisten ein einfaches Rundenturnier aus. Der Sieger qualifizierte sich für die WM und die beiden anderen für das WM-Play-off-Turnier.
- Hätte Australien das Halbfinale erreicht, wäre zwischen den vier unterlegenen Viertelfinalisten jeweils ein Play-off-Spiel ausgespielt worden. Die zwei Sieger hätten sich für die WM und die beiden Verlierer für das WM-Play-off-Turnier qualifiziert.
- Wäre Australien nicht über die Gruppenphase hinausgekommen, wären zwischen den vier unterlegenen Viertelfinalisten zwei Play-off-Spiele ausgespielt worden. Die beiden Sieger der ersten Runde hätten im zweiten Spiel um die direkte WM-Teilnahme und die beiden Verlierer um den zweiten Platz im WM-Play-off-Turnier gespielt.

Die Anzahl der Spiele erhöhte sich von 17 auf 25. Die Endrunde wurde daher von zwei auf zweieinhalb Wochen verlängert. Die Gruppenphase fand vom 20. bis zum 27. Januar 2022 statt, die Finalrunde begann am 30. Januar und endete mit dem Finale am 6. Februar 2022.

### Platzierungsregeln
Bei Punktgleichheit zweier oder mehrerer Mannschaften wurde die Platzierung durch folgende Kriterien ermittelt:
1. Anzahl Punkte im direkten Vergleich
2. Tordifferenz im direkten Vergleich
3. Anzahl Tore im direkten Vergleich
4. Wenn nach der Anwendung der Kriterien 1 bis 3 immer noch mehrere Mannschaften denselben Tabellenplatz belegen, wurden die Kriterien 1 bis 3 erneut angewendet, jedoch ausschließlich auf die Direktbegegnungen der betreffenden Mannschaften
Sollte auch dies zu keiner definitiven Platzierung führen, wurden die Kriterien 5 bis 9 angewendet:
5. Tordifferenz aus allen Gruppenspielen
6. Anzahl Tore in allen Gruppenspielen
7. Wenn es nur um zwei Mannschaften geht und diese beiden auf dem Platz stehen, kommt es zwischen diesen zu einem Elfmeterschießen
8. Niedrigere Anzahl Punkte (Fair-Play-Punkte) durch Gelbe und Rote Karten (Gelbe Karte 1 Punkt, Gelb-Rote und Rote Karte 3 Punkte, Gelbe Karte auf die eine direkte Rote Karte folgt 4 Punkte)
9. Losziehung
Für die Bestimmung der zwei besten Gruppendritten wurden bei Punktgleichheit zweier oder mehrerer Mannschaften die Punkte 5 und 6 sowie 8 und 9 angewendet.

## Teilnehmer

### Qualifikation
Neben Gastgeber Indien waren auch die besten drei Mannschaften der letzten Asienmeisterschaft in Jordanien – Japan, Australien und China – direkt qualifiziert. Die Gruppenauslosung sollte ursprünglich am 27. Mai 2021 in Kuala Lumpur stattfinden, musste aufgrund der Corona-Pandemie aber auf den 24. Juni 2021 verschoben werden. Die 28 angemeldeten Mannschaften wurden entsprechend ihrer Platzierungen bei der letzten Austragung in vier Lostöpfe aufgeteilt und in vier Vierer- und vier Dreiergruppen gelost. Die sieben bei der Auslosung als Gastgeber einer Gruppe vorgesehenen Mannschaften wurden in verschiedene Gruppen gelost. Mit Afghanistan, Laos, der Mongolei und Turkmenistan sollten vier Mannschaften zum ersten Mal an der Qualifikation für die Asienmeisterschaft teilnehmen. Afghanistan, der Irak, Nordkorea sowie Turkmenistan zogen ihre Teams jedoch nach der Auslosung zurück.
Die Spiele fanden vom 17. bis zum 29. September sowie vom 18. bis zum 24. Oktober 2021 statt. Die Gruppen wurden als Miniturniere ausgetragen, bei denen je einer der Teilnehmer als Gastgeber einer Gruppe fungierte. Jede Mannschaft spielte einmal gegen jede andere ihrer Gruppe. Die acht Gruppensieger qualifizierten sich für die Endrunde.
Thailand qualifizierte sich zum insgesamt 17. Mal und blieb damit zusammen mit Japan Rekordteilnehmer. Von den 2018 teilgenommenen Mannschaften konnten sich neben Australien und China, die automatisch gesetzt waren, Südkorea, die Philippinen und Vietnam erneut qualifizieren. Für Myanmar ist es die erste Teilnahme nach 2014, für Chinese Taipei die erste nach 2008, für Gastgeber Indien die erste nach 2003 und für Indonesien die erste nach 1989. Erstmals für die Endrunde qualifizieren konnte sich der Iran.

### Auslosung
Die Gruppenauslosung fand am 28. Oktober 2021 in der malaysischen Hauptstadt Kuala Lumpur statt. Die Mannschaften wurden entsprechend ihren Platzierungen bei der letzten Austragung im April 2018 auf vier Lostöpfe verteilt und in drei Gruppen mit jeweils vier Mannschaften gelost. Gastgeber Indien war bereits als Gruppenkopf der Gruppe A gesetzt.
- Lostopf 1: Indien, Japan, Australien
- Lostopf 2: China, Thailand, Südkorea
- Lostopf 3: Philippinen, Vietnam, Chinese Taipei
- Lostopf 4: Myanmar, Iran, Indonesien

| Gruppe A       | Gruppe B    | Gruppe C |
| -------------- | ----------- | -------- |
| Indien         | Australien  | Japan    |
| China          | Thailand    | Südkorea |
| Chinese Taipei | Philippinen | Vietnam  |
| Iran           | Indonesien  | Myanmar  |

## Gruppenphase

### Gruppe A
| Pl. | Land           | Sp. | S | U | N | Tore    | Diff. | Punkte |
| --- | -------------- | --- | - | - | - | ------- | ----- | ------ |
| 1.  | China          | 2   | 2 | 0 | 0 | 011:000 | +11   | 06     |
| 2.  | Chinese Taipei | 2   | 1 | 0 | 1 | 005:400 | +1    | 03     |
| 3.  | Iran           | 2   | 0 | 0 | 2 | 000:120 | −12   | 0      |
| 4.  | Indien 1       | 0   | 0 | 0 | 0 | 000:000 | ±0    | 0      |

| 20. Januar 2022, 15:30 Uhr (11:00 Uhr MEZ) in Mumbai      |   |                |           |
| China                                                     | – | Chinese Taipei | 4:0 (2:0) |
| 20. Januar 2022, 19:30 Uhr (15:00 Uhr MEZ) in Navi Mumbai |   |                |           |
| Indien                                                    | – | Iran           | 0:0 1     |
| 23. Januar 2022, 15:30 Uhr (11:00 Uhr MEZ) in Mumbai      |   |                |           |
| Iran                                                      | – | China          | 0:7 (0:2) |
| 26. Januar 2022, 19:30 Uhr (15:00 Uhr MEZ) in Navi Mumbai |   |                |           |
| Chinese Taipei                                            | – | Iran           | 5:0 (3:0) |

Anmerkung

### Gruppe B
| Pl. | Land        | Sp. | S | U | N | Tore    | Diff. | Punkte |
| --- | ----------- | --- | - | - | - | ------- | ----- | ------ |
| 1.  | Australien  | 3   | 3 | 0 | 0 | 024:100 | +23   | 09     |
| 2.  | Philippinen | 3   | 2 | 0 | 1 | 007:400 | +3    | 06     |
| 3.  | Thailand    | 3   | 1 | 0 | 2 | 005:300 | +2    | 03     |
| 4.  | Indonesien  | 3   | 0 | 0 | 3 | 000:280 | −28   | 0      |

| 21. Januar 2022, 15:30 Uhr (11:00 Uhr MEZ) in Mumbai      |   |             |            |
| Australien                                                | – | Indonesien  | 18:0 (9:0) |
| 21. Januar 2022, 17:30 Uhr (13:00 Uhr MEZ) in Navi Mumbai |   |             |            |
| Thailand                                                  | – | Philippinen | 00:1 (0:0) |
| 24. Januar 2022, 15:30 Uhr (11:00 Uhr MEZ) in Mumbai      |   |             |            |
| Philippinen                                               | – | Australien  | 00:4 (0:0) |
| 24. Januar 2022, 17:30 Uhr (13:00 Uhr MEZ) in Navi Mumbai |   |             |            |
| Indonesien                                                | – | Thailand    | 00:4 (0:2) |
| 27. Januar 2022, 19:30 Uhr (15:00 Uhr MEZ) in Mumbai      |   |             |            |
| Australien                                                | – | Thailand    | 02:1 (1:0) |
| 27. Januar 2022, 19:30 Uhr (15:00 Uhr MEZ) in Pune        |   |             |            |
| Philippinen                                               | – | Indonesien  | 06:0 (2:0) |

### Gruppe C
| Pl. | Land     | Sp. | S | U | N | Tore    | Diff. | Punkte |
| --- | -------- | --- | - | - | - | ------- | ----- | ------ |
| 1.  | Japan    | 3   | 2 | 1 | 0 | 009:100 | +8    | 07     |
| 2.  | Südkorea | 3   | 2 | 1 | 0 | 006:100 | +5    | 07     |
| 3.  | Vietnam  | 3   | 0 | 1 | 2 | 002:800 | −6    | 01     |
| 4.  | Myanmar  | 3   | 0 | 1 | 2 | 002:900 | −7    | 01     |

| 21. Januar 2022, 13:30 Uhr (9:00 Uhr MEZ) in Pune        |   |          |           |
| Japan                                                    | – | Myanmar  | 5:0 (1:0) |
| 21. Januar 2022, 19:30 Uhr (15:00 Uhr MEZ) in Pune       |   |          |           |
| Südkorea                                                 | – | Vietnam  | 3:0 (2:0) |
| 24. Januar 2022, 13:30 Uhr (9:00 Uhr MEZ) in Pune        |   |          |           |
| Myanmar                                                  | – | Südkorea | 0:2 (0:0) |
| 24. Januar 2022, 19:30 Uhr (15:00 Uhr MEZ) in Pune       |   |          |           |
| Vietnam                                                  | – | Japan    | 0:3 (0:1) |
| 27. Januar 2022, 13:30 Uhr (9:00 Uhr MEZ) in Pune        |   |          |           |
| Japan                                                    | – | Südkorea | 1:1 (1:0) |
| 27. Januar 2022, 13:30 Uhr (9:00 Uhr MEZ) in Navi Mumbai |   |          |           |
| Vietnam                                                  | – | Myanmar  | 2:2 (1:1) |

### Rangliste der Gruppendritten
Da sich wegen des Rückzuges von Indien nicht in allen Gruppen vier Mannschaften befanden, wurden in den beiden anderen Gruppen die Spiele des Gruppendritten gegen den Gruppenletzten nicht berücksichtigt. Die zwei besten Gruppendritten spielen im Viertelfinale gegen die Gruppenersten der Gruppen A und C. Die genauen Paarungen hängen davon ab, aus welchen Gruppen sich die Dritten qualifizieren.
| Pl. | Land     | Sp. | S | U | N | Tore    | Diff. | Punkte | Gruppe |
| --- | -------- | --- | - | - | - | ------- | ----- | ------ | ------ |
| 1.  | Thailand | 2   | 0 | 0 | 2 | 001:300 | −2    | 0      | B      |
| 2.  | Vietnam  | 2   | 0 | 0 | 2 | 000:600 | −6    | 0      | C      |
| 3.  | Iran     | 2   | 0 | 0 | 2 | 000:120 | −12   | 0      | A      |

## Finalrunde

### Spielplan
|  | Viertelfinale  | Viertelfinale |          |        | Halbfinale | Halbfinale |  |  | Finale | Finale |
|  |                |               |          |        |            |            |  |  |        |        |
|  | China          | 3             |          |        |            |            |  |  |        |        |
|  | Vietnam        | 1             |          |        |            |            |  |  |        |        |
|  | Vietnam        | 1             | China    | 2 (4)1 |            |            |  |  |        |        |
|  |                |               | China    | 2 (4)1 |            |            |  |  |        |        |
|  |                | Japan         | 2 (3)    |        |            |            |  |  |        |        |
|  | Japan          | Japan         | 2 (3)    | 7      |            |            |  |  |        |        |
|  | Japan          |               |          | 7      |            |            |  |  |        |        |
|  | Thailand       | 0             |          |        |            |            |  |  |        |        |
|  |                |               | China    | 3      |            |            |  |  |        |        |
|  |                | Südkorea      | 2        |        |            |            |  |  |        |        |
|  | Australien     | 0             |          |        |            |            |  |  |        |        |
|  | Südkorea       | 1             |          |        |            |            |  |  |        |        |
|  | Südkorea       | 1             | Südkorea | 2      |            |            |  |  |        |        |
|  |                |               | Südkorea | 2      |            |            |  |  |        |        |
|  |                | Philippinen   | 0        |        |            |            |  |  |        |        |
|  | Chinese Taipei | Philippinen   | 0        | 1 (3)  |            |            |  |  |        |        |
|  | Chinese Taipei |               |          | 1 (3)  |            |            |  |  |        |        |
|  | Philippinen    | 21 (4)1       |          |        |            |            |  |  |        |        |

1 Sieg im Elfmeterschießen

### Viertelfinale
| 30. Januar 2022, 13:30 Uhr (9:00 Uhr MEZ) in Pune         |   |             |                                 |
| Australien                                                | – | Südkorea    | 0:1 (0:0)                       |
| 30. Januar 2022, 13:30 Uhr (9:00 Uhr MEZ) in Navi Mumbai  |   |             |                                 |
| Japan                                                     | – | Thailand    | 7:0 (2:0)                       |
| 30. Januar 2022, 17:30 Uhr (13:00 Uhr MEZ) in Navi Mumbai |   |             |                                 |
| China                                                     | – | Vietnam     | 3:1 (1:1)                       |
| 30. Januar 2022, 19:30 Uhr (15:00 Uhr MEZ) in Pune        |   |             |                                 |
| Chinese Taipei                                            | – | Philippinen | 1:1 n. V. (1:1, 0:0), 3:4 i. E. |

### Play-offs
Der Sieger des Rundenturniers qualifizierte sich für die WM, die anderen beiden für das WM-Play-off-Turnier.
| Pl. | Land           | Sp. | S | U | N | Tore    | Diff. | Punkte |
| --- | -------------- | --- | - | - | - | ------- | ----- | ------ |
| 1.  | Vietnam        | 2   | 2 | 0 | 0 | 004:100 | +3    | 06     |
| 2.  | Chinese Taipei | 2   | 1 | 0 | 1 | 004:200 | +2    | 03     |
| 3.  | Thailand       | 2   | 0 | 0 | 2 | 000:500 | −5    | 0      |

| 2. Februar 2022, 13:30 Uhr (9:00 Uhr MEZ) in Navi Mumbai |   |                |           |
| Thailand                                                 | – | Vietnam        | 0:2 (0:2) |
| 4. Februar 2022, 13:30 Uhr (9:00 Uhr MEZ) in Navi Mumbai |   |                |           |
| Chinese Taipei                                           | – | Thailand       | 3:0 (1:0) |
| 6. Februar 2022, 13:00 Uhr (8:30 Uhr MEZ) in Navi Mumbai |   |                |           |
| Vietnam                                                  | – | Chinese Taipei | 2:1 (1:0) |

### Halbfinale
| 3. Februar 2022, 13:30 Uhr (9:00 Uhr MEZ) in Pune  |   |             |                                 |
| Südkorea                                           | – | Philippinen | 2:0 (2:0)                       |
| 3. Februar 2022, 19:30 Uhr (15:00 Uhr MEZ) in Pune |   |             |                                 |
| China                                              | – | Japan       | 2:2 n. V. (1:1, 0:1), 4:3 i. E. |

### Finale
| China                                                                          | China | Südkorea | Südkorea |
| ------------------------------------------------------------------------------ | --- | --- | -------- |
| China                                                                          | \| Finale \| \| 6. Februar 2022 um 16:30 Uhr (12:00 Uhr MEZ) in Navi Mumbai (DY Patil Stadium) \| \| Ergebnis: 3:2 (0:2) \| \| Schiedsrichterin: Casey Reibelt ( Australien) \| \| Spielbericht \|                                     | \| Finale \| \| 6. Februar 2022 um 16:30 Uhr (12:00 Uhr MEZ) in Navi Mumbai (DY Patil Stadium) \| \| Ergebnis: 3:2 (0:2) \| \| Schiedsrichterin: Casey Reibelt ( Australien) \| \| Spielbericht \|          | Südkorea |
| China                                                                          | Zhu Yu – Lou Jiahui (46. Xiao Yuyi), Wang Xiaoxue, Yao Wei, Wu Chengshu (46. Zhang Rui), Yao Lingwei, Gao Chen, Zhang Xin, Wang Shanshan – Wang Shuang (60. Zhang Linyan), Tang Jiali (90.+6' Wang Yanwen) Cheftrainerin: Shui Qingxia | Kim Jeong-mi – Lee Young-ju (82. Jang Sel-gi), Lim Seon-joo, Shim Seo-yeon – Kim Hye-ri , Ji So-yun, Cho So-hyun, Choo Hyo-joo – Choe Yu-ri, Lee Geum-min – Son Hwa-yeon Cheftrainer: Colin Bell ( England) | Südkorea |
| China                                                                          | 1:2 Tang (68.) 2:2 Zhang L. (72.) 3:2 Xiao (90.+3') | 0:1 Choe (27.) 0:2 Ji (45.+3') | Südkorea |
| China                                                                          | Gao (55.), Yao W. (88.), Zhang X. (89.) | | Südkorea |
| Finale                                                                         | | |          |
| 6. Februar 2022 um 16:30 Uhr (12:00 Uhr MEZ) in Navi Mumbai (DY Patil Stadium) | | |          |
| Ergebnis: 3:2 (0:2)                                                            | | |          |
| Schiedsrichterin: Casey Reibelt ( Australien)                                  | | |          |
| Spielbericht                                                                   | | |          |

- Schiedsrichtergespann:  Joanna Charaktis und  Heba Saadieh (Assistentinnen),  Ranjita Devi Tekcham (Vierte Offizielle),  Kate Jacewicz (Videoassistentin),  Lara Lee (AVAR)

## Beste Torschützinnen
Nachfolgend sind die besten Torschützinnen des Turniers gelistet. Bei gleicher Trefferanzahl sind die Spielerinnen alphabetisch geordnet.
| Rang | Spieler              | Tore |
| ---- | -------------------- | ---- |
| 1    | Sam Kerr             | 7    |
| 2    | Ji So-yun            | 5    |
|      | Riko Ueki            | 5    |
|      | Emily van Egmond     | 5    |
|      | Wang Shanshan        | 5    |
|      | Wang Shuang          | 5    |
| 6    | Yuika Sugasawa       | 4    |
|      | Tang Jiali           | 4    |
| 8    | Kanyanat Chetthabutr | 3    |
|      | Lai Li-chin          | 3    |
|      | Su Yu-hsuan          | 3    |
|      | Yui Narumiya         | 3    |

Zu diesen besten Torschützinnen mit mindestens drei Toren kommen neun weitere mit je zwei Toren und 32 weitere mit je einem Tor sowie zwei Eigentore.

## Schiedsrichterinnen
Am 6. Januar 2022 nominierte die AFC 16 Schiedsrichterinnen plus 16 Schiedsrichterassistentinnen sowie je zwei Ersatz-Schiedsrichterinnen und zwei Ersatz-Assistentinnen für das Turnier. Drei Schiedsrichterinnen stammen aus Australien, jeweils zwei aus dem Iran, Japan und Südkorea. Drei Schiedsrichterinnen gehören einem Verband an, dessen Mannschaft sich nicht für den Wettbewerb qualifizieren konnte.
Für den ab dem Viertelfinale eingesetzten Videobeweis wurden sechs Videoassistenten nominiert.
Hauptschiedsrichterinnen
- Casey Reibelt
- Lara Lee
- Kate Jacewicz
- Qin Liang
- Wang Chieh
- Ranjita Devi Tekcham
- Mahsa Ghorbani
- Mahnaz Zokaee (nicht eingesetzt)
- Yoshimi Yamashita
- Asaka Koizumi
- Weronika Bernazkaja
- Aye Thein Thein
- Abirami Apbai Naidu
- Oh Hyeon-jeong
- Kim Yu-jeong
- Pansa Chaisanit
- Edita Mirabidova
- Công Thị Dung

Schiedsrichterassistentinnen
- Joanna Charaktis
- Fang Yan
- Xie Lijun
- Uvena Fernandes
- Ensieh Khabaz
- Makoto Bozono
- Naomi Teshirogi
- Ramina Zoi
- Merlo Albano
- Heba Saadieh
- Kim Kyoung-min
- Lee Seul-gi
- Park Mi-suk
- Supawan Hinthong
- Kristina Sereda
- Trương Thị Lệ Trinh

Videoschiedsrichter
- Ali Sabah
- Abdulla al-Marri
- Kim Hee-gon
- Hanna Hattab
- Sivakorn Pu-udom
- Omar al-Ali

Stand-by Schiedsrichterinnen
- Weronika Bernazkaja
- Công Thị Dung

Stand-by Schiedsrichterassistentinnen
- Nuannid Dornjangreed
- Zilola Rahmatova